# Alfredo Torres Romero
Alfredo Torres Romero (* 8. August 1922 in Puruàndiro, Michoacán, Mexiko; † 15. Oktober 1995) war ein mexikanischer Geistlicher und römisch-katholischer Bischof von Toluca.

## Leben
Alfredo Torres Romero empfing am 15. August 1945 das Sakrament der Priesterweihe.
Am 30. Dezember 1967 ernannte ihn Papst Paul VI. zum Titularbischof von Vegesela in Byzacena und zum Weihbischof im Erzbistum Mexiko. Der Erzbischof von Mexiko-Stadt, Miguel Darío Miranda y Gómez, spendete ihm am 25. Februar des folgenden Jahres die Bischofsweihe; Mitkonsekratoren waren der Bischof von Apatzingán, Victorino Alvarez Tena, und der Bischof von Mexicali, Manuel Pérez-Gil y González.
Papst Paul VI. ernannte ihn am 4. Januar 1975 zum Koadjutorbischof von  Aguascalientes. Auf dieses Amt verzichtete er jedoch bereits im Folgejahr.
Am 26. Juli 1980 ernannte ihn Papst Johannes Paul II. zum Bischof von Toluca. Die Amtseinführung fand am 29. September desselben Jahres statt.